# Futbol'nyj Klub Dynamo Kyïv 2004-2005

## Stagione
La Dinamo Kiev, allenata da József Szabó, conclude il campionato ucraino al secondo posto alle spalle dello Šachtar. In coppa nazionale giunge in finale e vince per 1-0 contro i rivali di Donec'k. In Champions League il cammino dei bianco-blu si conclude ai gironi, con la "retrocessione" in Coppa UEFA, ove gli spagnoli del Villarreal hanno la meglio nel doppio confronto. In Supercoppa d'Ucraina la Dinamo Kiev vince il suo primo titolo.

## Rosa
| N. |                                | Ruolo | Calciatore            |
| -- | ------------------------------ | ----- | --------------------- |
| 1  | Ucraina (bandiera)             | P     | Oleksandr Šovkovs'kyj |
| 21 | Ucraina (bandiera)             | P     | Taras Lucenko         |
| 55 | Ucraina (bandiera)             | P     | Oleksandr Rybka       |
| 44 | Brasile (bandiera)             | D     | Rodrigo               |
| 4  | Brasile (bandiera)             | D     | Rodolfo               |
| 81 | Serbia e Montenegro (bandiera) | D     | Marjan Marković       |
| 30 | Marocco (bandiera)             | D     | Badr El Kaddouri      |
| 26 | Ucraina (bandiera)             | D     | Andrij Nesmačnyj      |
| 32 | Serbia e Montenegro (bandiera) | D     | Goran Gavrančić       |
| 13 | Serbia e Montenegro (bandiera) | D     | Goran Sablić          |
| 27 | Ucraina (bandiera)             | D     | Vladyslav Vaščuk      |
| 3  | Ucraina (bandiera)             | D     | Serhij Fedorov        |
| 29 | Russia (bandiera)              | D     | Andrej Eščenko        |
| 18 | Ucraina (bandiera)             | C     | Vitalij Fedoriv       |
| 37 | Nigeria (bandiera)             | C     | Ayila Yussuf          |
| 11 | Bulgaria (bandiera)            | C     | Georgi Peev           |
| 20 | Ucraina (bandiera)             | C     | Oleh Husjev           |
| 2  | Bielorussia (bandiera)         | C     | Aljaksandr Chackevič  |

| N. |                                | Ruolo | Calciatore               |
| -- | ------------------------------ | ----- | ------------------------ |
| 7  | Croazia (bandiera)             | C     | Jerko Leko               |
| 14 | Ucraina (bandiera)             | C     | Ruslan Rotan'            |
| 88 | Ucraina (bandiera)             | C     | Oleksandr Alijev         |
| 17 | Romania (bandiera)             | C     | Tiberiu Ghioane          |
| 24 | Ucraina (bandiera)             | C     | Roman Zozulja            |
| 15 | Brasile (bandiera)             | C     | Diogo Rincón             |
| 17 | Ucraina (bandiera)             | C     | Taras Mychalyk           |
| 8  | Bielorussia (bandiera)         | C     | Valjancin Bjal'kevič     |
| 10 | Romania (bandiera)             | C     | Florin Cernat            |
| 36 | Serbia e Montenegro (bandiera) | C     | Miloš Ninković           |
| 9  | Brasile (bandiera)             | C     | Kléber                   |
| 6  | Georgia (bandiera)             | A     | Otar Martsvaladze        |
| 16 | Uzbekistan (bandiera)          | A     | Maksim Shatskix          |
| 5  | Ucraina (bandiera)             | A     | Serhij Rebrov (capitano) |
| 25 | Ucraina (bandiera)             | A     | Arcëm Mileŭski           |
| 23 | Lettonia (bandiera)            | A     | Māris Verpakovskis       |
| 33 | Ucraina (bandiera)             | C     | Ruslan Bidnenko          |

## Statistiche

### Statistiche di squadra
| Competizione         | Punti | Totale | Totale | Totale | Totale | Totale | Totale | DR  |
| Competizione         | Punti | G      | V      | N      | P      | Gf     | Gs     | DR  |
| -------------------- | ----- | ------ | ------ | ------ | ------ | ------ | ------ | --- |
| Vyšča Liha           | 73    | 30     | 23     | 4      | 3      | 58     | 14     | +44 |
| Coppa d'Ucraina      | -     | 8      | 7      | 1      | 0      | 21     | 2      | +19 |
| Champions League     | 10    | 8      | 4      | 1      | 3      | 14     | 10     | +4  |
| Coppa UEFA           | -     | 2      | 0      | 1      | 1      | 0      | 2      | -2  |
| Supercoppa d'Ucraina | -     | 1      | 0      | 1      | 0      | 1      | 1      | 0   |
| Totale               | -     | 49     | 34     | 8      | 7      | 94     | 29     | +65 |